# Patty Hou
Patty Hou (chiń. 侯佩岑; pinyin Hóu Pèicén; ur. 20 grudnia 1977 w Tajpej) – tajwańska prezenterka i aktorka.

## Biografia

### Przed debiutem
Ojcem Patty jest producent programów radiowych i telewizyjnych Hou Shi Hong, a matką aktorka Lin Yue Yun. Po zdobyciu podwójnego tytułu licencjata ze środków masowego przekazu i psychologii na Uniwersytecie Południowej Kalifornii została prezenterką wiadomości.

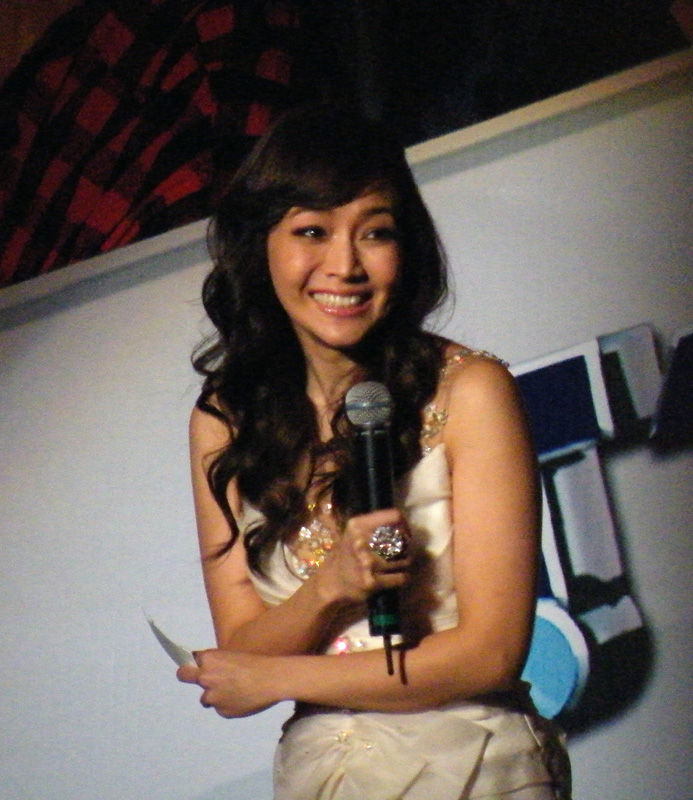
Patty Hou w 2011 roku podczas imprezy sylwestrowej w Tajpej

### 2001–2009: Początki, zdobywanie popularności
W 2001 roku rozpoczęła pracę w stacji telewizyjnej jako stażystka, ze względu na biegłą znajomość języka angielskiego została zatrudniona jako anglojęzyczna prezenterka, pracując dla telewizji TTV, Era News i CTi, zanim zrezygnowała w 2004 roku i wkroczyła na scenę rozrywkową. Od 2004 do 2012 roku, prowadziła swój cotygodniowy program „Entertainment@Asia”. W 2005 roku Patty była współgospodarzem Golden Melody Awards z Lin Chi-ling i Matildą Tao. Z kolei w 2006 wraz z Kevinem Tsaiem była współgospodarzem gali Golden Horse Awards. Rok później zaśpiewała i wystąpiła w teledysku A-Yue „Let This Song”, zagrała także główną rolę w serialu „Sweet Relationship”. Podczas ceremonii rozdania nagród Golden Melody Awards 2008 Patty pełniła rolę gospodarza. W 2009 roku była gospodarzem ceremonii wręczenia nagród Asia-Pacific Film Festival i współprowadziła wraz z Matildą Tao drugi rok z rzędu ceremonię Golden Melody Awards, która odbyła się w Taipei Arena.

### 2010–2019: Aktywności
W 2010 roku wystąpiła w teledysku „Cherish Your Heartache” boysbandu Fahrenheit. Poprowadziła ceremonię przyznania nagród Taipei Film Awards i drugi rok z rzędu ceremonię rozdania nagród Asia-Pacific Film Festival. W 2011 roku po raz kolejny współprowadziła ceremonię Golden Melody Awards z Jacky Wu. 3 października 2012 wydała książkę poświęconą modzie. W 2013 roku Patty i Sean Lin zostali nominowani w kategorii — Najlepszy Gospodarz Programu, na gali Golden Bell Awards za prowadzenie programu „Music Box” w stacji TTV. W kolejnym roku współprowadziła program rozrywkowy w stacji Azio TV. W 2015 roku wzięła udział w drugim sezonie programu „U Can U BIBI”. Następnie w 2016 roku pojawiła się w filmie „Xue Zhan Shang Hai Tan 2”. Była również współprowadzącą festiwalu Tmall Double 11 Carnival Night Party. Rok później po raz drugi z rzędu współprowadziła festiwal Tmall Double 11 Carnival Night Party. W 2018 poprowadziła finał programu Produce 101 China, pojawiła się również w sezonie trzecim piątego odcinka „Roast”. W 2019 roku Patty była jednym z jurorów sezonu czwartego Masked Singer, wcieliła się także w rolę Ye Yuchen w filmie „Somewhere Winter”.

### Od 2020: obecnie
W 2021 roku wzięła udział w drugim sezonie chińskiego programu „My Dearest Ladies”. W tym samym roku wystąpiła gościnnie w chińskiej dramie „A Little Mood for Love”. Dwa lata później, w 2023 roku, ponownie zagrała w dramie z chin „In Later Years” i filmie „The Board Beauty”. W 2024 roku Patty poparła oświadczenie Centralnej Telewizji Chińskiej (CCTV) popierające zjednoczenie Chin.

### Życie prywatne
17 kwietnia 2011, poślubiła biznesmena Kena Huanga na wyspie Bali w Indonezji. Mają dwójkę dzieci, Ian ur. 2014 roku i Ethan ur. 2017 roku.

## Filmografia

### Dramy
| Rok  | Tytuł                            | Rola          | Stacja telewizyjna | Uwagi         |
| ---- | -------------------------------- | ------------- | ------------------ | ------------- |
| 2007 | Sweet Relationship (美味關係)    | Chang Bai Hui | CTS                | Główna rola   |
| 2010 | Love Buffet (愛似百匯)           | Yi Zhi Hui    | FTV                |               |
| 2020 | The Legend of Xiao Chuo (燕云台) | Zi Su         | BTV, Tencent Video |               |
| 2021 | A Little Mood for Love (小敏家)  | Koleżanka C   | Hunan TV, Youku    | Rola gościnna |
| 2023 | In Later Years (熟年)            | Liu Xiao Wei  | CCTV, iQIYI        |               |

### Filmy
| Rok  | Tytuł                         | Rola       | Uwagi       |
| ---- | ----------------------------- | ---------- | ----------- |
| 2019 | Somewhere Winter (大约在冬季) | Ye Yu Chen |             |
| 2023 | The Board Beauty (美人镖局)   |            | Główna rola |

## Nagrody i nominacje
| Rok  | Ceremonia          | Kategoria                    | Nominowany | Rezultat  |
| ---- | ------------------ | ---------------------------- | ---------- | --------- |
| 2013 | Golden Bell Awards | Najlepszy Gospodarz Programu | Music Box  | Nominacja |